# Vietato rubare le stelle
Vietato rubare le stelle (The Fuzzy Pink Nightgown) è un film commedia statunitense del 1957 diretto da Norman Taurog.
Il film è basato sul libro omonimo di Sylvia Tate.